# Thamesmead

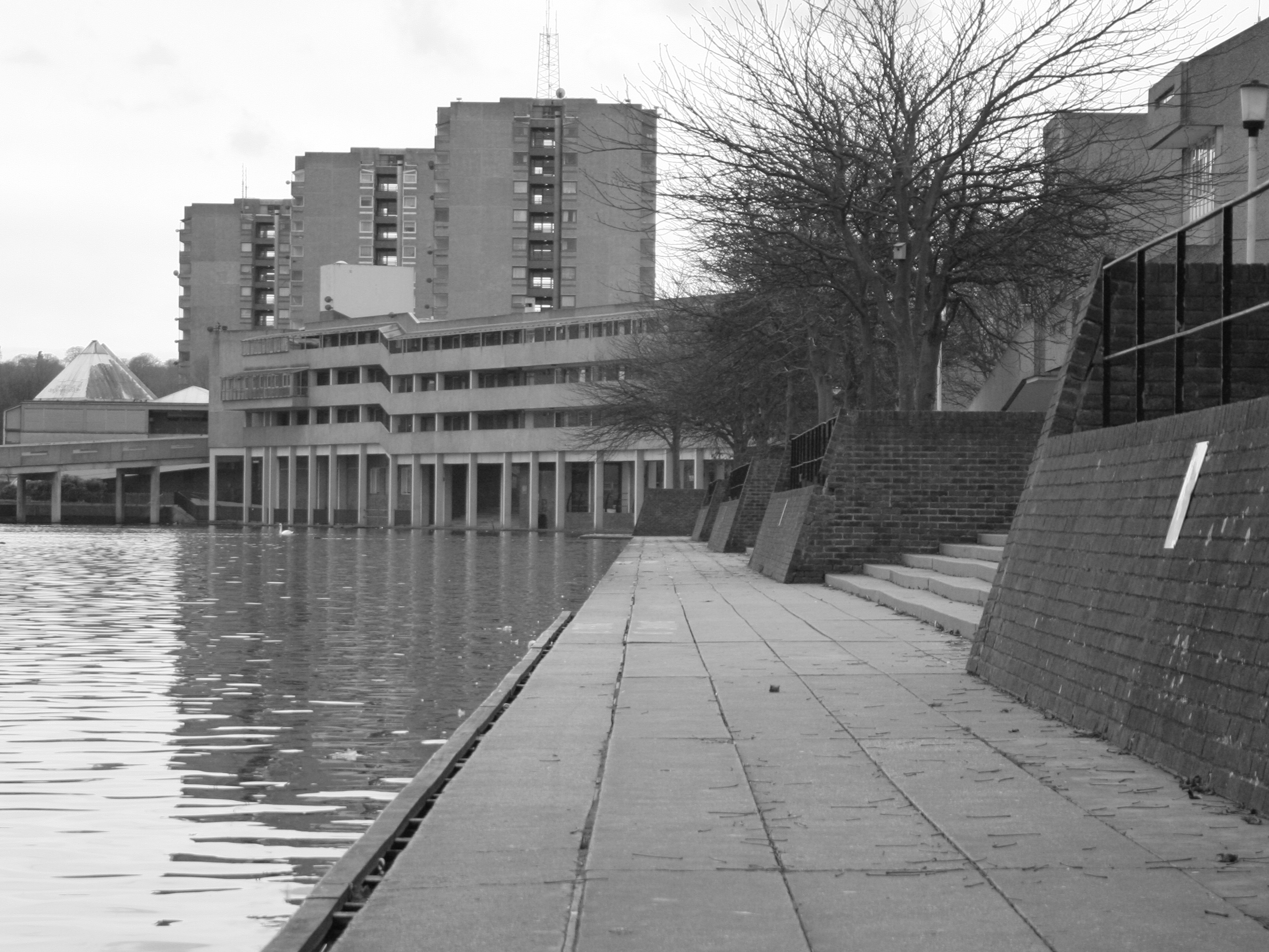
Vy från Thamesmead Housing Estate som man kan känna igen från filmen A Clockwork Orange.

Thamesmead är ett distrikt i sydöstra London, beläget i stadsdelsområdena Bexley och Greenwich. Det bebyggdes från 60-talet och framåt på ett låglänt område vid floden Themsens södra strand, mellan de tidigare bebyggda områdena Woolwich och Belvedere. Thamesmead ligger ca 15 kilometer från centrala London (Charing Cross) och består av flera olika områden:
- Thamesmead South i Bexley, som byggdes på 60-talet

- Thamesmead Central i Greenwich, som byggdes på 80-talet

- Thamesmead North ligger både i Bexley och Greenwich[1]

- Thamesmead West från 90-talet, i Greenwich nära Woolwich och Plumstead, mellan Whinchat Road och Themsen

Mellan 1812 och 1816 byggdes en kanal för att transportera varor mellan Royal Arsenal och Themsen.
Större delen av kanalen är nu igenfylld men en bit återstår och kallas Broadwater.
Det gjordes många misstag vid planeringen och de första som flyttade hit hade problem med läckage och med centralvärmen. Andra problem var bristen på butiker och banker. Det finns ännu ingen spårbunden trafik och området har busstrafik till och från vissa järnvägsstationer (bland annat den i Abbey Wood). Thamesmead ligger även avskilt från området norr om Themsen, på grund av avsaknad av broar/tunnlar utmed en längre sträcka av floden. 
I början flyttade mest vita arbetare in. På 1970-talet kom flyktingar från Vietnam och på 1990-talet många invandrare från Västafrika (framför allt Ghana och Nigeria). 87 % är brittiska medborgare, varav 20 % är färgade. 
Säkerhetsanstalten Belmarsh i väster och ett reningsverk i öster utgör dominerande anläggningar.
Inom området finns simbassäng, gym och bibliotek. Det finns också möjligheter att fiska och spela golf på en niohålsbana.